# Guadramiro (kommunhuvudort)
Guadramiro är en kommunhuvudort i Spanien.   Den ligger i provinsen Provincia de Salamanca och regionen Kastilien och Leon, i den nordvästra delen av landet, 240 km väster om huvudstaden Madrid. Guadramiro ligger 749 meter över havet och antalet invånare är 191.
Terrängen runt Guadramiro är platt. Runt Guadramiro är det mycket glesbefolkat, med 4 invånare per kvadratkilometer. Närmaste större samhälle är Vitigudino, 5,1 km öster om Guadramiro. Trakten runt Guadramiro består i huvudsak av gräsmarker.